# Консетт
Консетт (англ. Consett) — оживленный город в Великобритании, в 23 км к юго-западу от города Ньюкасл-апон-Тайн на северо-западе Дарема. Расположен над сельской долиной Деруэнт, на краю Пеннинских гор. Водохранилище Деруэнт является местной достопримечательностью.
Административно Консетт входит в графство Дарем (Англия). Расположен на Пеннинских горах. Население на 2001 год — 27 394 человек.

## История
По состоянию на 1841 год в деревне было всего 145 домов. Однако позже он начал резко расти за счет залежей каменного угля, железа и известняка.

## Экономика
В XVII и XVIII веках деревня стала одним из центров британской сталелитейной промышленности. Причиной тому было географическое расположение, которое позволяло возить уголь из Тайнсайда и импортировать железную руду из Швеции.
Но после появления бессемеровского процесса географическое преимущество Консетта исчезло. Центром данной отрасли стал город Шеффилд.

## Спорт
В городе базируется футбольный клуб Консетт.

## Известные уроженцы
- Роуэн Аткинсон — английский актёр-комик.
- Марк Клаттенбург — английский футбольный арбитр.

## Галерея

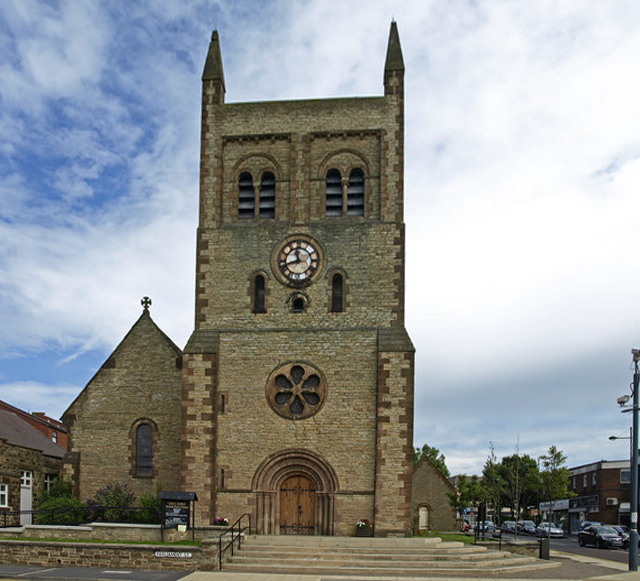
Христианская церковь
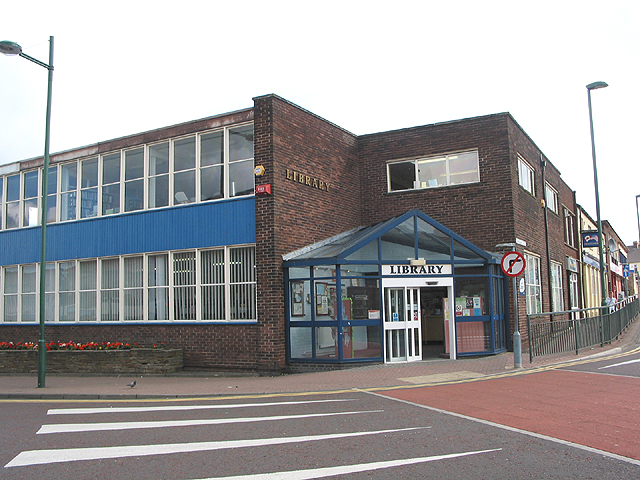
Библиотека города Консетт
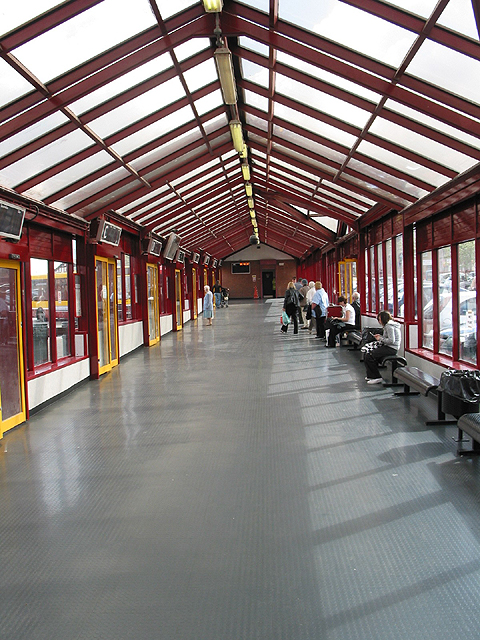
Автобусная остановка в Консетте
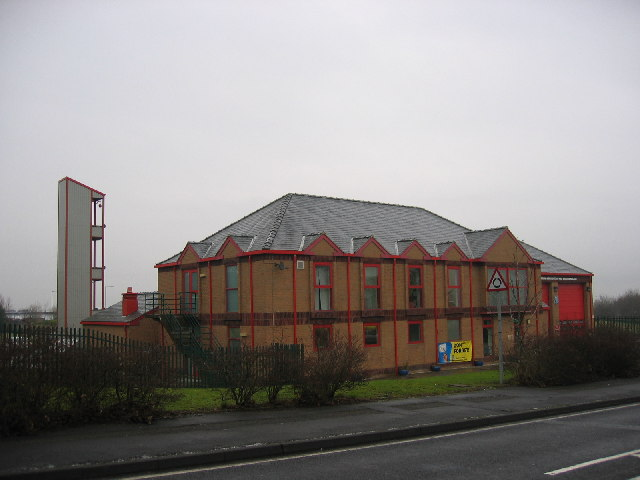
Пожарная станция в Консетте
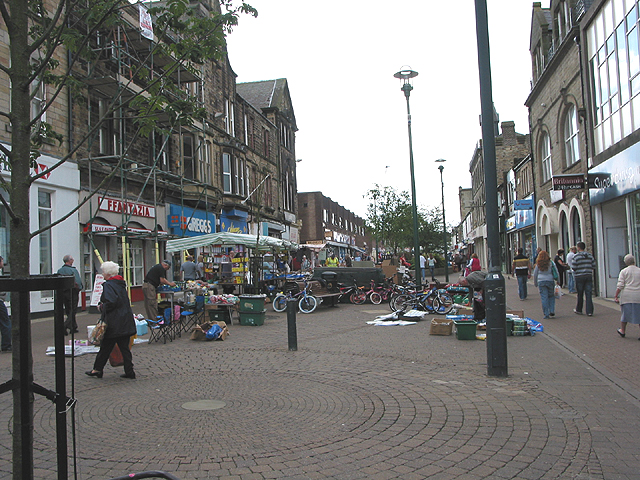
Центральная улица Консетта
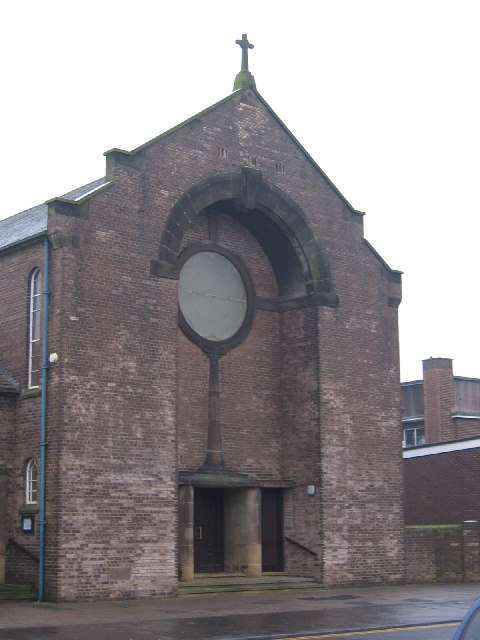
Католическая церковь в Консетте
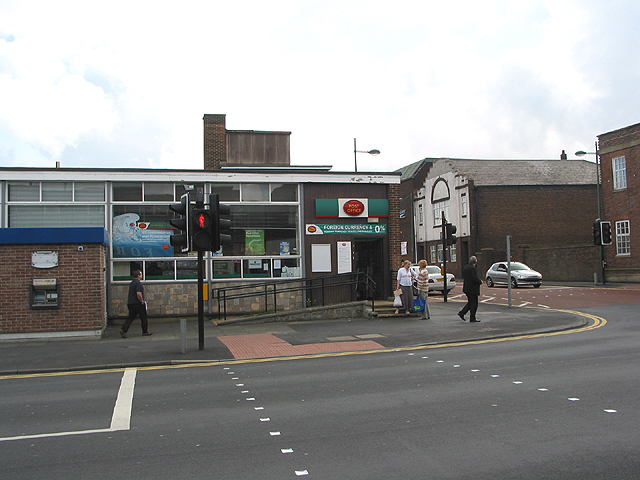
Почта в Консетте